# Османов, Гамзат Османович
Гамзат Османович Османов (род. 14 октября 1993, Буйнакск, Дагестанская ССР) — российский и азербайджанский борец вольного стиля. Участник чемпионата мира и Европы.

## Спортивная карьера
Первый тренер — Садрудин Айгубов. Занимался в спортивной школе им. Гамида Гамидова в Махачкале. В июле 2009 года стал чемпионом Европы среди кадетов в сербском городе Зренянин. В ноябре 2013 года одержал победу на Голден Гран-при в Баку, одолев в финале весовой категории до 84 кг россиянина Сослана Кцоева. В декабре 2013 года стал чемпионом Азербайджана. В феврале 2014 года стал победителем турнира «Дан Колов» в Софии. На чемпионате Европы 2014 году выступил неудачно, заняв 7 место. В июне 2014 года одержал победу на Гран-при в немецком Дортмунде. На чемпионате мира 2014 года в схватке за бронзовую медаль уступил иранцу Мохаммаду Мохаммадиану.

## Политическая карьера
После окончания спортивной карьеры пошёл в политику, ныне работает заместителем главы администрации «городского округа город Буйнакск». 16 ноября 2023 года стало известно, что Османов потерял кисть левой руки из-за взрыва светошумовой гранаты, он заметил на столе боеприпас и решил, что он ненастоящий, и взял его в руки. Врачи ампутировали кисть руки Османова, операция прошла успешно, его жизни ничего не угрожает. Также в мэрии Буйнакска уточнили, что Османов с 15 сентября 2023 года по 1 июня 2024 года находится в неоплачиваемом отпуске.

## Результаты

### За Россию
- Чемпионат Европы по борьбе среди кадетов 2009 — ;

### За Азербайджан
- Чемпионат Азербайджана по борьбе 2013 — ;
- Чемпионат Европы по борьбе 2014 — 7;
- Чемпионат мира по борьбе 2014 — 5;
- Чемпионат Азербайджана по борьбе 2015 — .